# Ferroplasma
Ferroplasma ist eine Gattung von Archaeen, die zusammen mit der Gattung Acidiplasma zur Anfang der 2000er Jahre erstmals beschriebenen Familie Ferroplasmaceae gehört.
Die Mitglieder von Ferroplasma sind typischerweise acidophile (säureliebende) und pleomorphe (unregelmäßig geformte) Kokken. Alle bekannten Ferroplasma-Arten sind Eisenoxidierer. Sie sind nicht oder nur mäßig thermophil (wärmeliebend) und wachsen bei niedrigeren Temperaturen um die 35–55 °C.
Bis heute wurden nur sehr wenige Ferroplasma-Arten isoliert und charakterisiert.
Zu den isolierten Arten gehören Ferroplasma acidiphilum, F. acidarmanus und F. thermophilum.
Eine vierte Art, ursprünglich 2004 beschrieben als Ferroplasma cupricumulans, wurde inzwischen  als Acidiplasma cupricumulans der neuen Gattung Acidiplasma derselben Familie zugeordnet.

## Beschreibung
Die Zellen in der Gattung Ferroplasma sind pleomorph (von unbestimmter Gestalt) und haben keine Zellwand (nur eine Zellmembran).
Alle bekannten Mitglieder der Gattung sind acidophil (säureliebend) und gedeihen in extrem sauren Umgebungen mit einem pH-Wert zwischen 0,0 und 2,0. Finden kann man Ferroplasma vor allem in saurem Bergwerkswasser.
Sie sind außerdem mesophil bis mäßig thermophil (gemäßigt wärmeliebend) mit optimalen Temperaturen zwischen 35 und 55 °C.
Ein wichtiger Bestandteil der Zellmembran von Ferroplasma sind Lipide auf Tetraetherbasis.
Diese ermöglichen es den Zellen, einen pH-Gradienten aufrechtzuerhalten.
Eine Studie an F. acidarmanus ergab, dass der zytoplasmatische pH-Wert bei ca. 5,6 liegt, während der pH-Wert in der Umgebung zwischen etwa 0,0 und 1,2 schwankt.
Da viele Mitglieder der Familie Ferroplasmaceae identische 16S rRNA-Sequenzen besitzen, werden stattdessen Variationen in den Tetraetherlipiden zur chemotaxonomischen Identifizierung auf Gattungs- und Artebene verwendet.
Die Mitglieder der Gattung Ferroplasma sind chemomixotroph. Sie können Eisen zur Energiegewinnung oxidieren können (Fe2+ zu Fe3+). Da bei dieser Reaktion Säure entsteht, schafft sich dieser acidophile Organismus selbst eine optimale Umgebung.
Eisen dient dabei nicht nur der Gewinnung von Energie, es spielt auch im Anabolismus eine Rolle.
So stellte man fest, dass mehr als 80 % der Proteine von F. acidiphilum Eisenatome enthalten:
Von 189 identifizierten Proteinen enthielten 163 (86 %) Eisen, während die meisten anderen Organismen (auch verwandte) maximal  10–20 % Metallproteine haben. Viele Ferroplasma-Metallproteine hatten metallfreie Analoga bei anderen Organismen.
Trotz nachweislicher Kohlenstofffixierung benötigen Laborkulturen oft eine zusätzliche organische Kohlenstoffquelle wie Hefeextrakt für das Wachstum.
In Abwesenheit von Eisen sind einige im Labor gezüchtete Stämme zu chemoorganotrophem Wachstum fähig.

## Ökologische Bedeutung
Eisen ist das am vierthäufigsten vorkommende Mineral in der Erdkruste.
Als Eisenoxidierer sind Ferroplasma-Arten an der Biogeochemie des Eisens beteiligt.
Sie werden häufig an Standorten mit saurer Grubenentwässerung (en. acid mine drainage, AMD) nachgewiesen.
Wenn Eisen(II) (Fe2+) an Minenstandorten zu Eisen(III) (Fe3+) oxidiert wird, reagiert Fe3+ spontan mit Wasser und Eisen-Schwefel-Verbindungen wie Pyrit (FeS2), wobei Sulfat und Wasserstoffionen erzeugt werden.
Wenn das aus Sicht von Ferroplasma verwertbare Eisen(II) regeneriert werden kann, führt dies zu einem „Vermehrungszyklus“ (en. propagation cycle), bei dem der pH-Wert gesenkt wird. Die Reaktion kann durch die folgende Gleichung beschrieben werden:
{\displaystyle {\ce {FeS2 + 14Fe^3+ + 8H2O-> 15Fe^2+ + 2SO4^2- + 16H+}}}
Ferroplasma-Arten sind häufig an AMD-Standorten zu finden, wo sie durch die biotische Oxidation von Eisen an diesem Zyklus beteiligt sind.

## Anwendungen
Ferroplasma-Arten könnten wichtige Anwendungen für das Bioleaching („Biolaugung“) von Metallen haben.
Das mikrobielle Bioleaching kommt in den stark sauren Umgebungen, in denen Ferroplasma-Arten vorkommen, auf natürliche Weise vor.
Die Nutzung des Bioleaching zur Rückgewinnung von Metallen aus minderwertigen Erzen und Abfällen ist im Vergleich zum Schmelzen und Reinigen energetisch vorteilhaft.
Es erzeugt außerdem weniger toxische Nebenprodukte.
Studien haben gezeigt, dass die Einbeziehung von F. thermophilum zusammen mit den Bakterien Acidithiobacillus caldus und Leptospirillum ferriphilum (Nitrospirota, Leptospirillum ferriphilum) den Leaching-Prozess von Chalkopyrit biologisch verstärken und die Kupfergewinnungsrate erhöhen kann.

## Systematik
Die hier angegebene Taxonomie basiert mit Stand 24. Februar 2022 auf den folgenden Quellen:
- B – Bacterial Diversity (BacDive), Deutsche Sammlung von Mikroorganismen und Zellkulturen (DSMZ)[21]
- L – List of Prokaryotic names with Standing in Nomenclature (LPSN), Deutsche Sammlung von Mikroorganismen und Zellkulturen (DSMZ)[10]
- N – National Center for Biotechnology Information (NCBI, Taxonomy Browser)[3]

Familie Ferroplasmaceae Golyshina et al. 2000 (L,N) mit Schreibvariante Ferroplasmataceae (N)
- Gattung Ferroplasma Golyshina et al. 2000 emend. Hawkes et al. 2008 (N) bzw. nur Golyshina et al. 2000 (L)
  - Spezies Ferroplasma acidarmanus Edwards et al.und  2000 (L) bzw. Dopson et al. 2004 (L,N)
    - Stamm Ferroplasma acidarmanus fer1 (N)
    - Stamm Ferroplasma acidarmanus Type I (N)

  - Spezies Ferroplasma acidiphilum Golyshina et al. 2000 (N) früher Ferromonas metallovorans (N), Typus (L)
    - Ferroplasma acidiphilum YT – Referenzstamm (B)
    - Ferroplasma acidiphilum BRGM4 alias DSM 28986 oder JCM 30201 (B)

  - Spezies Ferroplasma thermophilum Zhou et al. 2008 (N), inkl. Ferroplasma sp. L1 (N)
    - Stamm Ferroplasma thermophilum L1

mögliche Ferroplasma-Mitglieder mit vorläufigen Bezeichnungen (N):
- Spezies Ferroplasma sp. IESL24
- Spezies Ferroplasma sp. JTC3
- Spezies Ferroplasma sp. OL10-04

Umweltproben – environmental samples (N):
- Spezies Ferroplasma sp. clone E8A015
- Spezies Ferroplasma sp. Type II

Incertae sedis:
- „Ferroplasma sp. MT17“ alias „uncultured Halobacteriales MT17“ zu Halobacteriales incertae sedis (N)[23]

Verschiebungen:
- Ferroplasma cupricumulans Hawkes et al. 2008 (B,L,N) alias Ferroplasma cyprexacervatum wird heute zur Gattung Acidiplasma – ebenfalls in der Familie Ferroplasmaceae – gestellt als Acidiplasma cupricumulans (Hawkes et al. 2008) Golyshina et al. 2009 (B,L,N)[24] – Referenzstamm: BH2 alias DSM 16651 oder JCM 13668 (B,N)

## Ferroplasma acidiphilum
F. acidiphilum ist ein nachgewiesenermaßen chemomixotroph und wächst synergistisch mit dem acidophilen Bakterium Leptospirillum ferriphilum (Nitrospirota, Leptospirillum ferriphilum) in einer mutualistischen Symbiose.
Der Typus- oder Referenzstamm Ferroplasma acidiphilum YT ist Fakultativ anaerob  mit allen erforderlichen Genen für die Argininfermentation. Dabei handelt es sich um einen uralten Stoffwechselweg, der noch auf den letzten universellen gemeinsamen Vorfahren (Urvorfahr, LUCA) der drei Domänen des Lebens zurückgeht.
Es ist aber noch unklar, ob der Stamm diesen Weg auch tatsächlich nutzt.

## Ferroplasma acidarmanus
Der Typusstamm Fer1 von F. acidarmanus wurde aus Bergwerksproben isoliert, die in der Iron Mountain Mine (Iron Mountain Mine), Kalifornien, entnommen wurden.
Dies ist ein ehemaliges Bergwerk mit Schwermetallkontamination und sauren Grubenwässer (en. Acid Mine Drainage, AMD).
Ferroplasma acidarmanus Fer1 ist nicht nur acidophil, sondern auch sehr resistent gegen Kupfer und Arsen.

## Ferroplasma thermophilum
Im Jahr 2008 wurde die Isolierung von F. thermophilum  mit seinem Referenzstamm L1T aus einem Chalkopyrit-Säulenreaktor durch Zhou et al. beschrieben. Dieser war zuvor mit sauren Grubenwässern (en. Acid Mine Drainage, AMD) aus der „Fengjiashan-Mine“ (en. Daye Copper Mine) in Daye (Provinz Hubei, Chna) beimpft worden.
Unter aeroben Bedingungen mit niedrigen Konzentrationen von Hefeextrakt wächst F. thermophilu und oxidiert Eisen(II).
Unter anaeroben Bedingungen reduziert F. thermophilum jedoch Eisen(III) und Sulfat.
Dies macht F. thermophilum ökologisch wichtig für den Eisen- und Schwefelkreislauf in pyrithaltigen Bergwerken.

## Etymologie
Der Gattungsname Ferroplasma ist neulateinisch und leitet sich ab von ferro- ‚zu Eisen gehörend‘, und altgriechisch πλάσμα plásma, deutsch ‚das Gebildete‘, ‚Geformte‘, beutet also ein eisenhaltiges Gebilde. Die Art-Epitheta haben (ebenfalls nach LPSN) folgende Herleitung:
- acidiphilum von lat. acidum, deutsch ‚Säure‘, englisch acid, und altgr. φίλος phílos, deutsch ‚liebend‘, bedeutet also wörtlich „säureliebend“,
- acidarmanus wieder von lat. acidum, deutsch ‚Säure‘, englisch acid, und armanus ‚zu Arman gehörend‘, was auf den Eigner Arman der Mine, von der der Typusstamm isoliert wurde, hinweist.
- thermophilum vol altgr. θερμός thermos, deutsch ‚warm, heiß‘ und wieder  φίλος phílos, deutsch ‚liebend‘, bedeutet also „hitze- oder wärmeliebend“.